# Campôme
Campôme (catalansk: Campome) er en by og kommune i departementet Pyrénées-Orientales i Sydfrankrig.

## Geografi
Campôme ligger 50 km vest for Perpignan. Nærmeste byer er mod nordvest Mosset (5 km) og mod sydøst Molitg-les-Bains (1 km).

## Demografi

### Udvikling i folketal
| 1962                                                              | 1968 | 1975 | 1982 | 1990 | 1999 | 2007 | 2012 | 2017 |
| ----------------------------------------------------------------- | ---- | ---- | ---- | ---- | ---- | ---- | ---- | ---- |
| 105                                                               | 104  | 102  | 104  | 121  | 106  | 106  | 113  | 111  |
| Tal fra og med 1962 er uden dobbelttælling (sans doubles comptes) |      |      |      |      |      |      |      |      |